# Foreigner (musikalbum)
Foreigner är rockgruppen Foreigners debutalbum, släppt 1977.

## Låtlista
1. "Feels Like the First Time" (Mick Jones) - 3:53
2. "Cold as Ice" (Lou Gramm/Mick Jones) - 3:24
3. "Starrider" (Al Greenwood/Mick Jones) - 4:03
4. "Headknocker" (Lou Gramm/Mick Jones) - 3:05
5. "The Damage Is Done" (Lou Gramm/Mick Jones) - 4:18
6. "Long, Long Way From Home" (Lou Gramm/Mick Jones/Ian McDonald) - 2:57
7. "Woman Oh Woman" (Mick Jones) - 3:53
8. "At War With the World" (Mick Jones) - 4:26
9. "Fool for You Anyway" (Mick Jones) - 4:17
10. "I Need You" (Lou Gramm/Mick Jones) - 5:11